# Столкновение над Индианаполисом
Столкновение над Индианаполисом — крупная авиационная катастрофа, произошедшая во вторник 9 сентября 1969 года в небе над округом Шелби в районе Индианаполиса. McDonnell Douglas DC-9-31 авиакомпании Allegheny Airlines с 82 людьми на борту выполнял пассажирский рейс из Цинциннати и снижался для захода на посадку в Индианаполисе, когда в его хвост врезался небольшой частный самолёт Piper PA-28-140 Cherokee, пилотируемый стажёром. От удара у меньшего самолёта разрушилась кабина, а большому снесло хвостовое оперение, после чего обе машины рухнули на землю. В данной авиационной катастрофе погибли 83 человека, что делает её крупнейшей в штате Индиана.

## Самолёты

### McDonnell Douglas DC-9
McDonnell Douglas DC-9-31 с регистрационным номером N988VJ (заводской — 47211, серийный — 357) был выпущен в июле 1968 год, а 7 августа получил лётный сертификат, после чего 9 августа был передан заказчику — американской авиакомпании Allegheny Airlines, базирующейся в аэропорту Питтсбурга. Это был относительно молодой самолёт, имеющий налёт 3170 часов. На нём были установлены два двухконтурных (турбовентиляторных) двигателя Pratt & Whitney JT8D-7, из которых левый двигатель (заводской номер — 657339) имел общую наработку 3169 часов 58 минут, а правый (заводской номер — 657339) — 3462 часа 23 минуты. При вылете в роковой рейс взлётная масса лайнера составляла 98 589,5 фунта (45 000 кг) при максимальной допустимой 98 600 фунтов (44 700 кг). Центровка составляла 14,6 % САХ при установленных пределах от 7,54 до 30,2 % САХ.
Его экипаж в роковом рейсе имел следующий состав:
- Командир воздушного судна — 47-летний Джеймс М. Элрод (англ. James M. Elrod). Опытный пилот, имеющий за плечами 19 лет работы в Allegheny Airlines и квалифицированный на одно- и многомоторные самолёты, в том числе DC-3, DC-9 и Convair CV-240, -340, -440. Его общий лётный стаж составлял 23 813 часов, в том числе 900 часов на DC-9. В связи с дальнозоркостью носил очки.
- Второй пилот — 26-летний Уильям Э. Хекендорн (англ. William E. Heckendorn). Пришёл в авиакомпанию сразу после армии США и проработал уже несколько лет. Его общий лётный стаж составлял 2980 часов, что, конечно, скромнее, чем у командира Элрода, но тем не менее Хекендорн имел налёт на DC-9 651 час и уже считался достаточно опытным пилотом.
- Стюардесса — 31-летняя Барбара Петрусик (англ. Barbara Petrucick). В авиакомпании с 11 апреля 1960 года.
- Стюардесса — 29-летняя Патрисия Перри (англ. Patricia Perry). В авиакомпании с 22 августа 1961 года.

8 сентября в 22:19 лётный экипаж прибыл в Бостон на ночёвку. Заступил на работу 9 сентября в 11:00 за час до вылета.

### Piper PA-28
Piper PA-28-140 Cherokee с регистрационным номером N7374J (заводской — 28-24730) был выпущен 26 июля 1968 года, а 7 августа получил лётный сертификат, после чего 13 августа за $ 12 527,20 был продан школе по лётной подготовке «Forth Corporation», расположенной в аэропорту Бруксайд (Indianapolis Brookside Airport), штат Индиана. По данным на 29 августа 1969 года, когда проводилась последняя регулярная проверка (каждые 100 часов наработки) имел общий налёт 803 часа. Его двигатель был модели Lycoming O-320-E2A (заводской номер — L23013-27A), воздушный винт — Sensenich 74DM6-0-58 (заводской номер — K-26559). Двигатель и воздушный винт были установлены на самолёт уже с завода и в процессе эксплуатации не менялись. Окрашен борт N7374J был в белый цвет с жёлтой окантовкой.
Пилотировал его 34-летний стажёр Роберт У. Кэри (англ. Robert W. Carey) — отец шестерых детей и ветеран Корейской войны. С 1953 по 1956 год проходил службу в ВВС США в должности бортмеханика и дослужился до звания рядового 2-го класса. Учиться на пилота-любителя начал, ещё когда проживал в Манчестере (штат Нью-Гэмпшир) и налетал 15 часов на лёгком Piper J-3 Cub, что было достаточно для самостоятельных полётов в одиночку. В августе 1968 года переехал в Индианаполис, где уже жил его брат. На прежнем и новом месте жительства работал сантехником. 6 марта 1969 года поступил в авиашколу «Forth Corporation», тем самым вернувшись к обучению на пилота, где, налетав 39 часов на Piper PA-28 Cherokee, сдал письменный экзамен в Федеральном управлении гражданской авиации и готовился уже к получению лицензии пилота. Перед роковым полётом отдыхал с 1 по 8 сентября. 9 сентября в 12:00 вышел из дома и поехал в аэропорт на своём Ford Country Squire.

## Катастрофа

### Предшествующие обстоятельства
Борт N988VJ выполнял регулярный пассажирский рейс AL-853 (позывные — Allegheny 853) по маршруту Бостон — Балтимор — Цинциннати — Индианаполис — Сент-Луис и в 12:00 вылетел из Бостона, после чего без замечаний сперва приземлился в Балтиморе, а затем и в Цинциннати. Вылет из Цинциннати по расписанию должен был быть в 14:57, но в этом же аэропорту находилась группа из 64 пассажиров, ожидающая опаздывающий на час рейс 69 компании Trans World Airlines, который затем должен был совершить посадки в Сент-Луисе и Лос-Анджелесе. Этим пассажирам предложили воспользоваться рейсом 853 компании Allegheny, так как он также совершал посадку в Сент-Луисе, на что согласились 38 человек, поэтому рейс 853 был вынужден задержаться. После получения из Индианаполиса согласия на приём самолёта, с 78 пассажирами и 4 членами экипажа на борту борт N988VJ вылетел из Цинциннати в 15:16, на 19 минут позже расписания. Согласно плану, полёт должен был проходить по воздушному коридору V-97 на эшелоне 100 (высота полёта 10 000 футов (3000 м)) под наблюдением диспетчеров (по радиолокатору). В 15:22:55 диспетчер сектора D-20 центра управления воздушного движения в Индианаполисе сообщил: Аллегени восемь пятьдесят три, наблюдаю вас на радаре. Пересекайте Шелбивилль и занимайте шесть тысяч, а сейчас вы в тридцати двух милях (нрзб.)… юго-восточнее Шелбивилля. Через три минуты экипаж доложил о начале снижения с высоты 10 000 футов, а в процессе спуска получил указание переходить на связь с диспетчером подхода («Индианаполис-подход»). Когда была установлена связь с диспетчером подхода, тот в 15:27:12 ответил: Аллегени восемь пять три, понял. Следуйте к радиомаяку по радарному вектору два восемь ноль (280°), визуальный подход на [полосу] три один левая (31L). Экипаж повторил информацию о векторе подхода и взлётно-посадочной полосе, на которую будет выполняться посадка, после чего почти сразу было дано указание снижаться до высоты 2500 футов (760 м). В 15:27:29 рейс 853 доложил: Восемь пять три, начинаем снижение до [высоты] две тысячи пятьсот; доложим при достижении. Это было последнее сообщение с борта N988VJ.
В это время в 20 милях северо-восточнее Индианаполиса следовал Piper PA-28 борт N7374J, ранее взлетевший с полосы 36 аэродрома Бруксайд (Indianapolis Brookside Airport). Управлявший им пилот-стажёр согласно плану должен был выполнять визуальный полёт в аэропорт Университет Пердью (Типикэну) на высоте 3500 футов (1100 м), однако в виду неблагоприятных погодных условий на маршруте принял решение направляться на авиабазу Бакалар, что в 40 милях южнее Бруксайда. Со слов руководителя авиашколы, которой принадлежал данный «Пайпер», на самолёте был включён проблесковый маяк, а пилот был в очках. Хотя подтвердить, что необходимое светотехническое оборудование самолёта было включено во время взлёта, не представляется возможным в виду отсутствия очевидцев взлёта. В 15:21 пилот связался с центром местных воздушных линий в Индианаполисе (англ. Indianapolis Flight Service Stations) и доложил о вылете из Бруксайда, после чего запросил активировать его план полёта. Это был последний радиообмен с бортом N7374J.

### Столкновение
Согласно показаниям диспетчера сектора D-20, рейс 853 находился в десяти милях юго-восточнее радиомаяка Шелбивилль, когда получил указание переходить на связь с диспетчером подхода. Тем не менее диспетчер контроля ещё некоторое время наблюдал за данным самолётом, который в пяти милях юго-восточнее Шелбивилля повернул на 45° и следовал уже в западном направлении на протяжении ещё пяти миль. На экране радиолокатора не было никаких объектов, которые бы пересекали траекторию полёта самолёта Allegheny с угрозой столкновения, поэтому диспетчер контроля перестал следить за ним. Диспетчер похода восточного сектора в тот день также отвечал и за западный сектор. На экране радиолокатора рейс 853 при установлении связи находился юго-восточнее Шелбивилля и следовал курсом 300°. Опознав самолёт на экране радиолокатора, диспетчер, как уже было сказано выше, дал экипажу указание поворачивать влево на вектор 280°, выполнять визуальный заход на полосу «31 левая» и снижаться до 2500 футов с докладом о достижении данной высоты. Экипаж рейса 853 подтвердил получение разрешения, поэтому диспетчер подхода переключил внимание на другие самолёты, в том числе рейс Allegheny 820, прибывающий с юго-запада. Диспетчер успел дать указания по выполнению захода нескольким самолётам, когда в 15:31 неожиданно для себя заметил, что рейс 853 исчез с экрана радиолокатора. Никаких других объектов в районе исчезновения самолёта при этом не наблюдалось.
Согласно показаниям 22 очевидцев, небо в районе происшествия было покрыто отдельными облаками, но «Дуглас» следовал в западном направлении ниже слоя облачности. Экипажи других самолётов также отмечали хорошую видимость в регионе на высотах от 3000 до 4000 футов (915—1220 метров). По данным погодного бюро в Индианаполисе, в это время не было никаких атмосферных фронтов или циклонов. По данным погодного центра в аэропорту Индианаполис, в 15:40 на небе стояла переменная облачность с нижней границей 3400 футов (1000 м) и сплошная с нижней границей 5000 футов (1500 м), ветер 330° 12 узлов, видимость 15 миль. По данным авиабазы Бакалар, в 15:57 стояла переменная облачность с нижней границей около 2800 футов (850 м) и сплошная высотой примерно 8000 футов (2400 м), видимость 15 миль.
Согласно данным с параметрического самописца, рейс 853, направляясь по курсу 282° с приборной скоростью 356 узлов, снижался с вертикальной скоростью 2400 футов (730 м) в минуту и уже проходил высоту 3550 футов (1080 м), когда на глазах 8 очевидцев в 15:29:15 в него врезался летящий в юго-восточном направлении «Пайпер». Удар пришёлся в киль «Дугласа», при этом у небольшого самолёта разрушилась кабина, а его пилот сразу погиб. Через секунду-две от момента удара киль вместе с находящимися на нём горизонтальными стабилизаторами отделился. Потеряв хвостовое оперение, неуправляемый «Дуглас» начал вращаться влево, быстро перейдя в глубокое скольжение, после чего ракетой помчался вниз. Спустя всего 12 секунд от момента столкновения, в 15:29:27,1 (конец записи речевого самописца) борт N988VJ в перевёрнутом положении врезался в соевое поле близ Ферланда всего в сотне ярдов от трейлерного городка, оборвав при этом несколько телефонных проводов и полностью разрушившись. Борт N7374J вместе с отделившимся хвостовым оперением борта N988VJ упали на землю в 4500 футах (1400 м) восточнее.
В происшествии погибли все 82 человека на борту DC-9 и пилот PA-28, то есть всего 83 человека. На земле никто не пострадал. На настоящее время (2015 год) это крупнейшая авиационная катастрофа в штате Индиана и в истории авиакомпании Allegheny Airlines.

## Причины
Выводы
1. Оба самолёта были сертифицированы для выполнения полётов.
2. Все члены обоих экипажей имели необходимые сертификаты для полётов.
3. Оба самолёта были полностью исправны до момента столкновения.
4. Рейс 853 компании Allegheny выполнял снижение в условиях полёта по приборам под радиолокационным контролем со стороны диспетчера подхода в Индианаполисе.
5. Piper PA-28 борт N7374J выполнял визуальный полёт, не контролируемый наземными диспетчерами.
6. Диспетчер подхода восточного сектора аэропорта Индианаполис имел необходимую квалификацию.
7. В районе происшествия небо было покрыто слоями переменной облачности высотой 4100 футов (1200 м) и 6000 футов (1800 м).
8. Горизонтальная видимость ниже слоя облачности была свыше 15 миль.
9. В районе происшествия была температурная инверсия около 7000 футов (2100 м).
10. Борт N7374J не наблюдался на радиолокаторе в центре управления воздушным движением из-за своих малых поперечных размеров, а также недостаточной мощности радиолокатора, необходимой, чтобы компенсировать помехи от температурной инверсии.
11. Диспетчер подхода не опознал на радиолокаторе борт N7374J, так как тот имел очень малую касательную скорость. Хотя самолёт сперва появился в виде первичной засветки в 8 милях от точки столкновения, но либо потом его скрыла температурная инверсия, либо диспетчер подхода в тот момент акцентировал своё внимание на прибывающих самолётах, из-за чего не мог подробно изучать показания на радиолокаторе.
12. Вертикальная скорость снижения и скорость полёта рейса 853 в целом были в пределах установленных норм, хотя и несколько завышены, с учётом того, что визуальные полёты в зоне подхода аэропорта были разрешены лишь от 500 футов (150 м) ниже слоя облачности.
13. Из-за ограниченных возможностей пилоты обоих самолётов не успели своевременно заметить друг друга и уклониться от столкновения.

Заключение
15 июля 1970 года Национальный совет по безопасности на транспорте выпустил итоговый отчёт AAR-70-15, в котором пришёл к заключению, что катастрофа в небе близ Индианаполиса произошла из-за недостатков организации воздушного движения по части предотвращения столкновений в воздухе в условиях, когда одни воздушные суда подчиняются правилам полётов по приборам (ППП), а другие — правилам визуальных полётов (ПВП). К этим недостаткам относились невозможность применения правила «Наблюдай-и-избегай» (англ. see-and-avoid) к текущим условиям, технические ограничения радиолокаторов по обнаружению всех воздушных судов, а также отсутствие Федеральных авиационных правил по упорядочиванию, либо надёжному разделению в районе аэродромов смешанного движения из полётов по ППП и полётов по ПВП.

## Последствия
На месте катастрофы был установлен мемориал. Также Федеральному управлению гражданской авиации США было рекомендовано внести ряд изменений в правила, направленные на повышение заметности малых самолётов на экранах радиолокаторов, включая обязательное оборудование транспондерами.

### Комментарии
1. ↑  Здесь и далее указано Североамериканское летнее восточное время (EDT).